# Tour de Arabia Saudita 2020
La 1.ª edición del Tour de Arabia Saudita fue una carrera de ciclismo en ruta por etapas que se celebró entre el 4 y el 8 de febrero de 2020 en Arabia Saudita.
La carrera formó parte del UCI Asia Tour 2020, calendario ciclístico de los Circuitos Continentales UCI, dentro de la categoría 2.1. El vencedor final fue el alemán Phil Bauhaus del Bahrain McLaren. Completaron el podio, como segundo y tercer clasificado respectivamente, el francés Nacer Bouhanni del Arkéa Samsic y el portugués Rui Costa del UAE Emirates.

## Equipos participantes
Tomaron parte en la carrera 18 equipos: 4 de categoría UCI WorldTeam, 11 de categoría UCI ProTeam y 3 de categoría Continental. Formaron así un pelotón de 124 ciclistas de los que acabaron 114. Los equipos participantes fueron:
| WorldTeams (4)- Astana - Bahrain McLaren - NTT Pro Cycling - UAE Team Emirates ProTeams (11)- Arkéa-Samsic - B&B Hotels-Vital Concept p/b KTM - Bingoal-Wallonie Bruxelles - Burgos-BH - Caja Rural-Seguros RGA - Circus-Wanty Gobert - Gazprom-RusVelo - Nippo Delko One Provence - Rally Cycling - Riwal Readynez - Total Direct Énergie Equipos continentales (3)- Bike Aid - Ribble Weldtite Pro Cycling - Terengganu Inc-TSG Cycling Team |
| |

## Recorrido
El Tour de Arabia Saudita dispone de cinco etapas para un recorrido total de 755 kilómetros.
| Etapa     | Fecha    | Recorrido                                                | type            | Distancia (km) | Ganador           | Líder             |
| --------- | -------- | -------------------------------------------------------- | --------------- | -------------- | ----------------- | ----------------- |
| 1.ª etapa | 4 de feb | Comité Olímpico de Arabia Saudita – Jaww                 | etapa llana     | 173            | Rui Alberto Costa | Rui Alberto Costa |
| 2.ª etapa | 5 de feb | Sadus – Riad                                             | etapa llana     | 182            | Niccolò Bonifazio | Rui Alberto Costa |
| 3.ª etapa | 6 de feb | Universidad Rey Saúd – Riad                              | etapa escarpada | 119            | Phil Bauhaus      | Phil Bauhaus      |
| 4.ª etapa | 7 de feb | Riad – Al-Muzahmiya                                      | etapa escarpada | 137            | Nacer Bouhanni    | Nacer Bouhanni    |
| 5.ª etapa | 8 de feb | Princess Nora bint Abdul Rahman University – Masmak fort | etapa llana     | 144            | Phil Bauhaus      | Phil Bauhaus      |

## Desarrollo de la carrera

### 1.ª etapa
| Comité Olímpico de Arabia Saudita - Jaww | etapa llana | (173 km) |

| \| Clasificación de la etapa \| Clasificación de la etapa \| Clasificación de la etapa \| Clasificación de la etapa \| Clasificación de la etapa \| \| Ciclista \| Ciclista \| Equipo \| Tiempo \| \| \| ------------------------- \| ------------------------- \| -------------------------------- \| ------------------------- \| ------------------------- \| \| 1.º \| Rui Alberto Costa \| UAE Team Emirates \| 3 h 52 min 12 s \| \| \| 2.º \| Heinrich Haussler \| Bahrain McLaren \| + 0 s \| \| \| 3.º \| Nacer Bouhanni \| Arkéa-Samsic \| + 0 s \| \| \| 4.º \| Tom Slagter \| B&B Hotels-Vital Concept p/b KTM \| + 0 s \| \| \| 5.º \| Carlos Barbero \| NTT Pro Cycling \| + 0 s \| \| \| 6.º \| Phil Bauhaus \| Bahrain McLaren \| + 0 s \| \| \| 7.º \| Andreas Kron \| Riwal Readynez \| + 0 s \| \| \| 8.º \| Niki Terpstra \| Total Direct Énergie \| + 0 s \| \| \| 9.º \| Matteo Malucelli \| Caja Rural-Seguros RGA \| + 0 s \| \| \| 10.º \| Jens Debusschere \| B&B Hotels-Vital Concept p/b KTM \| + 0 s \| \| |                   |                                  |                 |
| |                   |                                  |                 |
| Fuente: ProCyclingStats |                   |                                  |                 |
| Clasificación de la etapa |                   |                                  |                 |
| Ciclista | Ciclista          | Equipo                           | Tiempo          |
| 1.º | Rui Alberto Costa | UAE Team Emirates                | 3 h 52 min 12 s |
| 2.º | Heinrich Haussler | Bahrain McLaren                  | + 0 s           |
| 3.º | Nacer Bouhanni    | Arkéa-Samsic                     | + 0 s           |
| 4.º | Tom Slagter       | B&B Hotels-Vital Concept p/b KTM | + 0 s           |
| 5.º | Carlos Barbero    | NTT Pro Cycling                  | + 0 s           |
| 6.º | Phil Bauhaus      | Bahrain McLaren                  | + 0 s           |
| 7.º | Andreas Kron      | Riwal Readynez                   | + 0 s           |
| 8.º | Niki Terpstra     | Total Direct Énergie             | + 0 s           |
| 9.º | Matteo Malucelli  | Caja Rural-Seguros RGA           | + 0 s           |
| 10.º | Jens Debusschere  | B&B Hotels-Vital Concept p/b KTM | + 0 s           |

| \| Clasificación general \| Clasificación general \| Clasificación general \| Clasificación general \| Clasificación general \| \| Ciclista \| Ciclista \| Equipo \| Tiempo \| \| \| --------------------- \| --------------------- \| -------------------------------- \| --------------------- \| --------------------- \| \| 1.º \| Rui Alberto Costa \| UAE Team Emirates \| 3 h 52 min 02 s \| \| \| 2.º \| Heinrich Haussler \| Bahrain McLaren \| + 1 s \| \| \| 3.º \| Nacer Bouhanni \| Arkéa-Samsic \| + 6 s \| \| \| 4.º \| Andreas Kron \| Riwal Readynez \| + 9 s \| \| \| 5.º \| Tom Slagter \| B&B Hotels-Vital Concept p/b KTM \| + 10 s \| \| \| 6.º \| Carlos Barbero \| NTT Pro Cycling \| + 10 s \| \| \| 7.º \| Phil Bauhaus \| Bahrain McLaren \| + 10 s \| \| \| 8.º \| Niki Terpstra \| Total Direct Énergie \| + 10 s \| \| \| 9.º \| Matteo Malucelli \| Caja Rural-Seguros RGA \| + 10 s \| \| \| 10.º \| Jens Debusschere \| B&B Hotels-Vital Concept p/b KTM \| + 10 s \| \| |                   |                                  |                 |
| |                   |                                  |                 |
| Fuente: ProCyclingStats |                   |                                  |                 |
| Clasificación general |                   |                                  |                 |
| Ciclista | Ciclista          | Equipo                           | Tiempo          |
| 1.º | Rui Alberto Costa | UAE Team Emirates                | 3 h 52 min 02 s |
| 2.º | Heinrich Haussler | Bahrain McLaren                  | + 1 s           |
| 3.º | Nacer Bouhanni    | Arkéa-Samsic                     | + 6 s           |
| 4.º | Andreas Kron      | Riwal Readynez                   | + 9 s           |
| 5.º | Tom Slagter       | B&B Hotels-Vital Concept p/b KTM | + 10 s          |
| 6.º | Carlos Barbero    | NTT Pro Cycling                  | + 10 s          |
| 7.º | Phil Bauhaus      | Bahrain McLaren                  | + 10 s          |
| 8.º | Niki Terpstra     | Total Direct Énergie             | + 10 s          |
| 9.º | Matteo Malucelli  | Caja Rural-Seguros RGA           | + 10 s          |
| 10.º | Jens Debusschere  | B&B Hotels-Vital Concept p/b KTM | + 10 s          |

### 2.ª etapa
| Sadus - Riad | etapa llana | (182 km) |

| \| Clasificación de la etapa \| Clasificación de la etapa \| Clasificación de la etapa \| Clasificación de la etapa \| Clasificación de la etapa \| \| Ciclista \| Ciclista \| Equipo \| Tiempo \| \| \| ------------------------- \| ------------------------- \| -------------------------------- \| ------------------------- \| ------------------------- \| \| 1.º \| Niccolò Bonifazio \| Total Direct Énergie \| 4 h 32 min 31 s \| \| \| 2.º \| Phil Bauhaus \| Bahrain McLaren \| + 2 s \| \| \| 3.º \| Nacer Bouhanni \| Arkéa-Samsic \| + 2 s \| \| \| 4.º \| Timothy Dupont \| Circus-Wanty Gobert \| + 2 s \| \| \| 5.º \| Jens Debusschere \| B&B Hotels-Vital Concept p/b KTM \| + 2 s \| \| \| 6.º \| Orluis Aular \| Caja Rural-Seguros RGA \| + 2 s \| \| \| 7.º \| Imerio Cima \| Gazprom-RusVelo \| + 2 s \| \| \| 8.º \| August Jensen \| Riwal Readynez \| + 2 s \| \| \| 9.º \| Julien Trarieux \| Nippo-Delko One Provence \| + 2 s \| \| \| 10.º \| Youcef Reguigui \| Terengganu Inc-TSG Cycling Team \| + 2 s \| \| |                   |                                  |                 |
| |                   |                                  |                 |
| Fuente: ProCyclingStats |                   |                                  |                 |
| Clasificación de la etapa |                   |                                  |                 |
| Ciclista | Ciclista          | Equipo                           | Tiempo          |
| 1.º | Niccolò Bonifazio | Total Direct Énergie             | 4 h 32 min 31 s |
| 2.º | Phil Bauhaus      | Bahrain McLaren                  | + 2 s           |
| 3.º | Nacer Bouhanni    | Arkéa-Samsic                     | + 2 s           |
| 4.º | Timothy Dupont    | Circus-Wanty Gobert              | + 2 s           |
| 5.º | Jens Debusschere  | B&B Hotels-Vital Concept p/b KTM | + 2 s           |
| 6.º | Orluis Aular      | Caja Rural-Seguros RGA           | + 2 s           |
| 7.º | Imerio Cima       | Gazprom-RusVelo                  | + 2 s           |
| 8.º | August Jensen     | Riwal Readynez                   | + 2 s           |
| 9.º | Julien Trarieux   | Nippo-Delko One Provence         | + 2 s           |
| 10.º | Youcef Reguigui   | Terengganu Inc-TSG Cycling Team  | + 2 s           |

| \| Clasificación general \| Clasificación general \| Clasificación general \| Clasificación general \| Clasificación general \| \| Ciclista \| Ciclista \| Equipo \| Tiempo \| \| \| --------------------- \| --------------------- \| -------------------------------- \| --------------------- \| --------------------- \| \| 1.º \| Rui Alberto Costa \| UAE Team Emirates \| 8 h 24 min 35 s \| \| \| 2.º \| Heinrich Haussler \| Bahrain McLaren \| + 1 s \| \| \| 3.º \| Nacer Bouhanni \| Arkéa-Samsic \| + 2 s \| \| \| 4.º \| Phil Bauhaus \| Bahrain McLaren \| + 4 s \| \| \| 5.º \| Andreas Kron \| Riwal Readynez \| + 9 s \| \| \| 6.º \| Jens Debusschere \| B&B Hotels-Vital Concept p/b KTM \| + 10 s \| \| \| 7.º \| Carlos Barbero \| NTT Pro Cycling \| + 10 s \| \| \| 8.º \| Matteo Malucelli \| Caja Rural-Seguros RGA \| + 10 s \| \| \| 9.º \| Serguéi Chernetski \| Gazprom-RusVelo \| + 10 s \| \| \| 10.º \| Lucas Carstensen \| Bike Aid \| + 10 s \| \| |                    |                                  |                 |
| |                    |                                  |                 |
| Fuente: ProCyclingStats |                    |                                  |                 |
| Clasificación general |                    |                                  |                 |
| Ciclista | Ciclista           | Equipo                           | Tiempo          |
| 1.º | Rui Alberto Costa  | UAE Team Emirates                | 8 h 24 min 35 s |
| 2.º | Heinrich Haussler  | Bahrain McLaren                  | + 1 s           |
| 3.º | Nacer Bouhanni     | Arkéa-Samsic                     | + 2 s           |
| 4.º | Phil Bauhaus       | Bahrain McLaren                  | + 4 s           |
| 5.º | Andreas Kron       | Riwal Readynez                   | + 9 s           |
| 6.º | Jens Debusschere   | B&B Hotels-Vital Concept p/b KTM | + 10 s          |
| 7.º | Carlos Barbero     | NTT Pro Cycling                  | + 10 s          |
| 8.º | Matteo Malucelli   | Caja Rural-Seguros RGA           | + 10 s          |
| 9.º | Serguéi Chernetski | Gazprom-RusVelo                  | + 10 s          |
| 10.º | Lucas Carstensen   | Bike Aid                         | + 10 s          |

### 3.ª etapa
| Universidad Rey Saúd - Riad | etapa escarpada | (119 km) |

| \| Clasificación de la etapa \| Clasificación de la etapa \| Clasificación de la etapa \| Clasificación de la etapa \| Clasificación de la etapa \| \| Ciclista \| Ciclista \| Equipo \| Tiempo \| \| \| ------------------------- \| --------------------------- \| ------------------------------- \| ------------------------- \| ------------------------- \| \| 1.º \| Phil Bauhaus \| Bahrain McLaren \| 2 h 48 min 27 s \| \| \| 2.º \| Reinardt Janse van Rensburg \| NTT Pro Cycling \| + 0 s \| \| \| 3.º \| Youcef Reguigui \| Terengganu Inc-TSG Cycling Team \| + 0 s \| \| \| 4.º \| Carlos Barbero \| NTT Pro Cycling \| + 0 s \| \| \| 5.º \| Nacer Bouhanni \| Arkéa-Samsic \| + 0 s \| \| \| 6.º \| August Jensen \| Riwal Readynez \| + 0 s \| \| \| 7.º \| Matteo Malucelli \| Caja Rural-Seguros RGA \| + 0 s \| \| \| 8.º \| Timothy Dupont \| Circus-Wanty Gobert \| + 0 s \| \| \| 9.º \| Geoffrey Soupe \| Total Direct Énergie \| + 0 s \| \| \| 10.º \| Lucas Carstensen \| Bike Aid \| + 0 s \| \| |                             |                                 |                 |
| |                             |                                 |                 |
| Fuente: ProCyclingStats |                             |                                 |                 |
| Clasificación de la etapa |                             |                                 |                 |
| Ciclista | Ciclista                    | Equipo                          | Tiempo          |
| 1.º | Phil Bauhaus                | Bahrain McLaren                 | 2 h 48 min 27 s |
| 2.º | Reinardt Janse van Rensburg | NTT Pro Cycling                 | + 0 s           |
| 3.º | Youcef Reguigui             | Terengganu Inc-TSG Cycling Team | + 0 s           |
| 4.º | Carlos Barbero              | NTT Pro Cycling                 | + 0 s           |
| 5.º | Nacer Bouhanni              | Arkéa-Samsic                    | + 0 s           |
| 6.º | August Jensen               | Riwal Readynez                  | + 0 s           |
| 7.º | Matteo Malucelli            | Caja Rural-Seguros RGA          | + 0 s           |
| 8.º | Timothy Dupont              | Circus-Wanty Gobert             | + 0 s           |
| 9.º | Geoffrey Soupe              | Total Direct Énergie            | + 0 s           |
| 10.º | Lucas Carstensen            | Bike Aid                        | + 0 s           |

| \| Clasificación general \| Clasificación general \| Clasificación general \| Clasificación general \| Clasificación general \| \| Ciclista \| Ciclista \| Equipo \| Tiempo \| \| \| --------------------- \| --------------------- \| -------------------------------- \| --------------------- \| --------------------- \| \| 1.º \| Phil Bauhaus \| Bahrain McLaren \| 11 h 12 min 56 s \| \| \| 2.º \| Rui Alberto Costa \| UAE Team Emirates \| + 3 s \| \| \| 3.º \| Nacer Bouhanni \| Arkéa-Samsic \| + 8 s \| \| \| 4.º \| Youcef Reguigui \| Terengganu Inc-TSG Cycling Team \| + 12 s \| \| \| 5.º \| Heinrich Haussler \| Bahrain McLaren \| + 13 s \| \| \| 6.º \| Carlos Barbero \| NTT Pro Cycling \| + 14 s \| \| \| 7.º \| Serguéi Chernetski \| Gazprom-RusVelo \| + 15 s \| \| \| 8.º \| Andreas Kron \| Riwal Readynez \| + 15 s \| \| \| 9.º \| Matteo Malucelli \| Caja Rural-Seguros RGA \| + 16 s \| \| \| 10.º \| Jens Debusschere \| B&B Hotels-Vital Concept p/b KTM \| + 16 s \| \| |                    |                                  |                  |
| |                    |                                  |                  |
| Fuente: ProCyclingStats |                    |                                  |                  |
| Clasificación general |                    |                                  |                  |
| Ciclista | Ciclista           | Equipo                           | Tiempo           |
| 1.º | Phil Bauhaus       | Bahrain McLaren                  | 11 h 12 min 56 s |
| 2.º | Rui Alberto Costa  | UAE Team Emirates                | + 3 s            |
| 3.º | Nacer Bouhanni     | Arkéa-Samsic                     | + 8 s            |
| 4.º | Youcef Reguigui    | Terengganu Inc-TSG Cycling Team  | + 12 s           |
| 5.º | Heinrich Haussler  | Bahrain McLaren                  | + 13 s           |
| 6.º | Carlos Barbero     | NTT Pro Cycling                  | + 14 s           |
| 7.º | Serguéi Chernetski | Gazprom-RusVelo                  | + 15 s           |
| 8.º | Andreas Kron       | Riwal Readynez                   | + 15 s           |
| 9.º | Matteo Malucelli   | Caja Rural-Seguros RGA           | + 16 s           |
| 10.º | Jens Debusschere   | B&B Hotels-Vital Concept p/b KTM | + 16 s           |

### 4.ª etapa
| Riad - Al-Muzahmiya | etapa escarpada | (137 km) |

| \| Clasificación de la etapa \| Clasificación de la etapa \| Clasificación de la etapa \| Clasificación de la etapa \| Clasificación de la etapa \| \| Ciclista \| Ciclista \| Equipo \| Tiempo \| \| \| ------------------------- \| ------------------------- \| -------------------------------- \| ------------------------- \| ------------------------- \| \| 1.º \| Nacer Bouhanni \| Arkéa-Samsic \| 3 h 21 min 55 s \| \| \| 2.º \| Niccolò Bonifazio \| Total Direct Énergie \| + 0 s \| \| \| 3.º \| Yevgeniy Gidich \| Astana \| + 0 s \| \| \| 4.º \| Damiano Cima \| Gazprom-RusVelo \| + 0 s \| \| \| 5.º \| Ivo Oliveira \| UAE Team Emirates \| + 0 s \| \| \| 6.º \| Adrien Garel \| B&B Hotels-Vital Concept p/b KTM \| + 0 s \| \| \| 7.º \| Orluis Aular \| Caja Rural-Seguros RGA \| + 0 s \| \| \| 8.º \| Stephen Bassett \| Rally Cycling \| + 0 s \| \| \| 9.º \| Vladislav Kulikov \| Gazprom-RusVelo \| + 0 s \| \| \| 10.º \| Phil Bauhaus \| Bahrain McLaren \| + 0 s \| \| |                   |                                  |                 |
| |                   |                                  |                 |
| Fuente: ProCyclingStats |                   |                                  |                 |
| Clasificación de la etapa |                   |                                  |                 |
| Ciclista | Ciclista          | Equipo                           | Tiempo          |
| 1.º | Nacer Bouhanni    | Arkéa-Samsic                     | 3 h 21 min 55 s |
| 2.º | Niccolò Bonifazio | Total Direct Énergie             | + 0 s           |
| 3.º | Yevgeniy Gidich   | Astana                           | + 0 s           |
| 4.º | Damiano Cima      | Gazprom-RusVelo                  | + 0 s           |
| 5.º | Ivo Oliveira      | UAE Team Emirates                | + 0 s           |
| 6.º | Adrien Garel      | B&B Hotels-Vital Concept p/b KTM | + 0 s           |
| 7.º | Orluis Aular      | Caja Rural-Seguros RGA           | + 0 s           |
| 8.º | Stephen Bassett   | Rally Cycling                    | + 0 s           |
| 9.º | Vladislav Kulikov | Gazprom-RusVelo                  | + 0 s           |
| 10.º | Phil Bauhaus      | Bahrain McLaren                  | + 0 s           |

| \| Clasificación general \| Clasificación general \| Clasificación general \| Clasificación general \| Clasificación general \| \| Ciclista \| Ciclista \| Equipo \| Tiempo \| \| \| --------------------- \| --------------------- \| ------------------------------- \| --------------------- \| --------------------- \| \| 1.º \| Nacer Bouhanni \| Arkéa-Samsic \| 14 h 34 min 49 s \| \| \| 2.º \| Phil Bauhaus \| Bahrain McLaren \| + 2 s \| \| \| 3.º \| Youcef Reguigui \| Terengganu Inc-TSG Cycling Team \| + 14 s \| \| \| 4.º \| Carlos Barbero \| NTT Pro Cycling \| + 16 s \| \| \| 5.º \| Serguéi Chernetski \| Gazprom-RusVelo \| + 17 s \| \| \| 6.º \| Andreas Kron \| Riwal Readynez \| + 17 s \| \| \| 7.º \| Geoffrey Soupe \| Total Direct Énergie \| + 18 s \| \| \| 8.º \| August Jensen \| Riwal Readynez \| + 18 s \| \| \| 9.º \| Rui Alberto Costa \| UAE Team Emirates \| + 20 s \| \| \| 10.º \| Ramūnas Navardauskas \| Nippo-Delko One Provence \| + 28 s \| \| |                      |                                 |                  |
| |                      |                                 |                  |
| Fuente: ProCyclingStats |                      |                                 |                  |
| Clasificación general |                      |                                 |                  |
| Ciclista | Ciclista             | Equipo                          | Tiempo           |
| 1.º | Nacer Bouhanni       | Arkéa-Samsic                    | 14 h 34 min 49 s |
| 2.º | Phil Bauhaus         | Bahrain McLaren                 | + 2 s            |
| 3.º | Youcef Reguigui      | Terengganu Inc-TSG Cycling Team | + 14 s           |
| 4.º | Carlos Barbero       | NTT Pro Cycling                 | + 16 s           |
| 5.º | Serguéi Chernetski   | Gazprom-RusVelo                 | + 17 s           |
| 6.º | Andreas Kron         | Riwal Readynez                  | + 17 s           |
| 7.º | Geoffrey Soupe       | Total Direct Énergie            | + 18 s           |
| 8.º | August Jensen        | Riwal Readynez                  | + 18 s           |
| 9.º | Rui Alberto Costa    | UAE Team Emirates               | + 20 s           |
| 10.º | Ramūnas Navardauskas | Nippo-Delko One Provence        | + 28 s           |

### 5.ª etapa
| Princess Nora bint Abdul Rahman University - Masmak fort | etapa llana | (144 km) |

| \| Clasificación de la etapa \| Clasificación de la etapa \| Clasificación de la etapa \| Clasificación de la etapa \| Clasificación de la etapa \| \| Ciclista \| Ciclista \| Equipo \| Tiempo \| \| \| ------------------------- \| --------------------------- \| ------------------------------- \| ------------------------- \| ------------------------- \| \| 1.º \| Phil Bauhaus \| Bahrain McLaren \| 3 h 18 min 57 s \| \| \| 2.º \| Nacer Bouhanni \| Arkéa-Samsic \| + 0 s \| \| \| 3.º \| Arvid de Kleijn \| Riwal Readynez \| + 0 s \| \| \| 4.º \| Timothy Dupont \| Circus-Wanty Gobert \| + 0 s \| \| \| 5.º \| Imerio Cima \| Gazprom-RusVelo \| + 0 s \| \| \| 6.º \| Matteo Malucelli \| Caja Rural-Seguros RGA \| + 0 s \| \| \| 7.º \| Youcef Reguigui \| Terengganu Inc-TSG Cycling Team \| + 0 s \| \| \| 8.º \| Reinardt Janse van Rensburg \| NTT Pro Cycling \| + 0 s \| \| \| 9.º \| Carlos Barbero \| NTT Pro Cycling \| + 0 s \| \| \| 10.º \| Jetse Bol \| Burgos-BH \| + 0 s \| \| |                             |                                 |                 |
| |                             |                                 |                 |
| Fuente: ProCyclingStats |                             |                                 |                 |
| Clasificación de la etapa |                             |                                 |                 |
| Ciclista | Ciclista                    | Equipo                          | Tiempo          |
| 1.º | Phil Bauhaus                | Bahrain McLaren                 | 3 h 18 min 57 s |
| 2.º | Nacer Bouhanni              | Arkéa-Samsic                    | + 0 s           |
| 3.º | Arvid de Kleijn             | Riwal Readynez                  | + 0 s           |
| 4.º | Timothy Dupont              | Circus-Wanty Gobert             | + 0 s           |
| 5.º | Imerio Cima                 | Gazprom-RusVelo                 | + 0 s           |
| 6.º | Matteo Malucelli            | Caja Rural-Seguros RGA          | + 0 s           |
| 7.º | Youcef Reguigui             | Terengganu Inc-TSG Cycling Team | + 0 s           |
| 8.º | Reinardt Janse van Rensburg | NTT Pro Cycling                 | + 0 s           |
| 9.º | Carlos Barbero              | NTT Pro Cycling                 | + 0 s           |
| 10.º | Jetse Bol                   | Burgos-BH                       | + 0 s           |

## Clasificaciones finales
- Las clasificaciones finalizaron de la siguiente forma:[2]

### Clasificación general
| \| Clasificación general \| Clasificación general \| Clasificación general \| Clasificación general \| Clasificación general \| \| Ciclista \| Ciclista \| Equipo \| Tiempo \| \| \| --------------------- \| --------------------- \| ------------------------------- \| --------------------- \| --------------------- \| \| 1.º \| Phil Bauhaus \| Bahrain McLaren \| 17 h 53 min 38 s \| \| \| 2.º \| Nacer Bouhanni \| Arkéa-Samsic \| + 2 s \| \| \| 3.º \| Rui Alberto Costa \| UAE Team Emirates \| + 13 s \| \| \| 4.º \| Youcef Reguigui \| Terengganu Inc-TSG Cycling Team \| + 22 s \| \| \| 5.º \| Heinrich Haussler \| Bahrain McLaren \| + 23 s \| \| \| 6.º \| Carlos Barbero \| NTT Pro Cycling \| + 24 s \| \| \| 7.º \| Serguéi Chernetski \| Gazprom-RusVelo \| + 25 s \| \| \| 8.º \| Andreas Kron \| Riwal Readynez \| + 25 s \| \| \| 9.º \| Geoffrey Soupe \| Total Direct Énergie \| + 26 s \| \| \| 10.º \| August Jensen \| Riwal Readynez \| + 26 s \| \| |                    |                                 |                  |
| |                    |                                 |                  |
| Fuente: ProCyclingStats |                    |                                 |                  |
| Clasificación general |                    |                                 |                  |
| Ciclista | Ciclista           | Equipo                          | Tiempo           |
| 1.º | Phil Bauhaus       | Bahrain McLaren                 | 17 h 53 min 38 s |
| 2.º | Nacer Bouhanni     | Arkéa-Samsic                    | + 2 s            |
| 3.º | Rui Alberto Costa  | UAE Team Emirates               | + 13 s           |
| 4.º | Youcef Reguigui    | Terengganu Inc-TSG Cycling Team | + 22 s           |
| 5.º | Heinrich Haussler  | Bahrain McLaren                 | + 23 s           |
| 6.º | Carlos Barbero     | NTT Pro Cycling                 | + 24 s           |
| 7.º | Serguéi Chernetski | Gazprom-RusVelo                 | + 25 s           |
| 8.º | Andreas Kron       | Riwal Readynez                  | + 25 s           |
| 9.º | Geoffrey Soupe     | Total Direct Énergie            | + 26 s           |
| 10.º | August Jensen      | Riwal Readynez                  | + 26 s           |

### Clasificación de los puntos
| Clasificación por puntos | Clasificación por puntos    | Clasificación por puntos        | Clasificación por puntos | Clasificación por puntos |
| Ciclista                 | Ciclista                    | Equipo                          | Puntos                   |                          |
| ------------------------ | --------------------------- | ------------------------------- | ------------------------ | ------------------------ |
| 1.º                      | Nacer Bouhanni              | Arkéa-Samsic                    | 51 pts                   |                          |
| 2.º                      | Phil Bauhaus                | Bahrain McLaren                 | 48 pts                   |                          |
| 3.º                      | Niccolò Bonifazio           | Total Direct Énergie            | 27 pts                   |                          |
| 4.º                      | Timothy Dupont              | Circus-Wanty Gobert             | 17 pts                   |                          |
| 5.º                      | Rui Alberto Costa           | UAE Team Emirates               | 15 pts                   |                          |
| 6.º                      | Carlos Barbero              | NTT Pro Cycling                 | 15 pts                   |                          |
| 7.º                      | Reinardt Janse van Rensburg | NTT Pro Cycling                 | 15 pts                   |                          |
| 8.º                      | Youcef Reguigui             | Terengganu Inc-TSG Cycling Team | 14 pts                   |                          |
| 9.º                      | Heinrich Haussler           | Bahrain McLaren                 | 12 pts                   |                          |
| 10.º                     | Matteo Malucelli            | Caja Rural-Seguros RGA          | 11 pts                   |                          |

### Clasificación de los jóvenes
| Clasificación del mejor joven | Clasificación del mejor joven | Clasificación del mejor joven    | Clasificación del mejor joven | Clasificación del mejor joven |
| Ciclista                      | Ciclista                      | Equipo                           | Tiempo                        |                               |
| ----------------------------- | ----------------------------- | -------------------------------- | ----------------------------- | ----------------------------- |
| 1.º                           | Andreas Kron                  | Riwal Readynez                   | 17 h 54 min 03 s              |                               |
| 2.º                           | Orluis Aular                  | Caja Rural-Seguros RGA           | + 16 s                        |                               |
| 3.º                           | Connor Swift                  | Arkéa-Samsic                     | + 19 s                        |                               |
| 4.º                           | James Shaw                    | Riwal Readynez                   | + 32 s                        |                               |
| 5.º                           | Nickolas Zukowsky             | Rally Cycling                    | + 35 s                        |                               |
| 6.º                           | Adrien Garel                  | B&B Hotels-Vital Concept p/b KTM | + 56 s                        |                               |
| 7.º                           | Erik Bergstrom Frisk          | Bike Aid                         | + 1 min 04 s                  |                               |
| 8.º                           | Matteo Sobrero                | NTT Pro Cycling                  | + 2 min 10 s                  |                               |
| 9.º                           | Yuriy Natarov                 | Astana                           | + 2 min 13 s                  |                               |
| 10.º                          | Mathijs Paasschens            | Bingoal-Wallonie Bruxelles       | + 2 min 33 s                  |                               |

### Clasificación por equipos
| Clasificación por equipos | Clasificación por equipos        | Clasificación por equipos | Clasificación por equipos |
| Equipo                    | Equipo                           | Tiempo                    |                           |
| ------------------------- | -------------------------------- | ------------------------- | ------------------------- |
| 1.º                       | Riwal Readynez                   | 53 h 42 min 33 s          |                           |
| 2.º                       | Total Direct Énergie             | + 16 s                    |                           |
| 3.º                       | Astana                           | + 30 s                    |                           |
| 4.º                       | NTT Pro Cycling                  | + 33 s                    |                           |
| 5.º                       | Nippo Delko One Provence         | + 35 s                    |                           |
| 6.º                       | Caja Rural-Seguros RGA           | + 35 s                    |                           |
| 7.º                       | B&B Hotels-Vital Concept p/b KTM | + 40 s                    |                           |
| 8.º                       | Arkéa-Samsic                     | + 1 min 43 s              |                           |
| 9.º                       | Bingoal-Wallonie Bruxelles       | + 2 min 56 s              |                           |
| 10.º                      | Gazprom-RusVelo                  | + 3 min 01 s              |                           |

## Evolución de las clasificaciones
| Etapa                   | Vencedor                | Clasificación general | Clasificación de los puntos | Clasificación de las metas volantes | Clasificación de los jóvenes | Clasificación por equipos |
| ----------------------- | ----------------------- | --------------------- | --------------------------- | ----------------------------------- | ---------------------------- | ------------------------- |
| 1.ª                     | Rui Costa               | Rui Costa             | Rui Costa                   | Heinrich Haussler                   | Andreas Kron                 | Total Direct Énergie      |
| 2.ª                     | Niccolò Bonifazio       | Rui Costa             | Nacer Bouhanni              | Ángel Fuentes                       | Andreas Kron                 | Total Direct Énergie      |
| 3.ª                     | Phil Bauhaus            | Phil Bauhaus          | Phil Bauhaus                | Ángel Fuentes                       | Andreas Kron                 | Total Direct Énergie      |
| 4.ª                     | Nacer Bouhanni          | Nacer Bouhanni        | Nacer Bouhanni              | Joel Nicolau                        | Andreas Kron                 | Total Direct Énergie      |
| 5.ª                     | Phil Bauhaus            | Phil Bauhaus          | Nacer Bouhanni              | Joel Nicolau                        | Andreas Kron                 | Riwal Readynez            |
| Clasificaciones finales | Clasificaciones finales | Phil Bauhaus          | Nacer Bouhanni              | Joel Nicolau                        | Andreas Kron                 | Riwal Readynez            |

## UCI World Ranking
El Tour de Arabia Saudita otorgó puntos para el UCI World Ranking para corredores de los equipos en las categorías UCI WorldTeam, UCI ProTeam y Continental. Las siguientes tablas son el baremo de puntuación y los 10 corredores que obtuvieron más puntos:
| Posición              | 1.º | 2.º | 3.º | 4.º | 5.º | 6.º | 7.º | 8.º | 9.º | 10.º | 11.º | 12.º | 13.º-15.º | 16.º-25.º |
| Clasificación general | 125 | 85  | 70  | 60  | 50  | 40  | 35  | 30  | 25  | 20   | 15   | 10   | 5         | 3         |
| Por etapa             | 14  | 5   | 3   |     |     |     |     |     |     |      |      |      |           |           |
| Líder                 | 3   |     |     |     |     |     |     |     |     |      |      |      |           |           |

| Clasificación |                   |                      |         |       |       |       |
| Posición      | Ciclista          | Equipo               | General | Etapa | Líder | Total |
| ------------- | ----------------- | -------------------- | ------- | ----- | ----- | ----- |
| 1.º           | Phil Bauhaus      | Bahrain McLaren      | 125     | 33    | 3     | 161   |
| 2.º           | Nacer Bouhanni    | Arkéa Samsic         | 85      | 25    | 3     | 113   |
| 3.º           | Rui Costa         | UAE Emirates         | 70      | 14    | 6     | 90    |
| 4.º           | Youcef Reguigui   | Terengganu Inc. TSG  | 60      | 3     | -     | 63    |
| 5.º           | Heinrich Haussler | Bahrain McLaren      | 50      | 5     | -     | 55    |
| 6.º           | Carlos Barbero    | NTT                  | 40      | -     | -     | 40    |
| 7.º           | Sergei Chernetski | Gazprom-RusVelo      | 35      | -     | -     | 35    |
| 8.º           | Andreas Kron      | Riwal Readynez       | 30      | -     | -     | 30    |
| 9.º           | Geoffrey Soupe    | Total Direct Énergie | 25      | -     | -     | 25    |
| 10.º          | August Jensen     | Riwal Readynez       | 20      | -     | -     | 20    |